# Протестантство в България
Протестантството е третото по численост вероизповедание в България след православното християнство и исляма. То се появява в началото на ХІХ век, а по данни от 2021 година 69 852 души в България са се самоопределили като протестанти. Броят им е нараснал с над 60% спрямо 2001 година, като по някои оценки над 3/4 от протестантите в страната са цигани.

## История
Протестантската дейност по българските земи е вследствие от голямото мисионерско движение в Америка и Англия от XIX век. Малко след края на Наполеоновите войни в 1815 година, английски и по-късно американски мисионери се отправят към Османската империя. Първите подробни доклади за българите дава между 1822 и 1832 година Бенджамин Баркър, агент на лондонското Британско библейско дружество, който по-късно се застъпва за превод на Светото Писание на български език.
Представители на протестантските библейски дружества пътуват като разпространители на християнска литература през българските градове и села и скоро започват да докладват за продажби на българския Нов Завет в голям размер. Илайъс Ригс е първият протестантски мисионер, който научава български език и дори съставя българска граматика в 1844 година. Около 15 години по-късно е създадена и специална мисия за работа с българите. От 1852 година насетне с темата се занимава и Мисионерското дружество на Методистката епископална църква. Докладите за тъй успешните продажби на Новия Завет карат двете мисии, конгрегатската и методистката, да обмислят все повече създаването на мисионерски станции в българските земи. След края на Кримската война в 1856 година всички условия за започването на тази дейност са налице. На 22 октомври 1860 година американски мисионери откриват в Пловдив мъжко училище.
От този период е известно и името на първия български протестант, Гаврил Илиев (1820 – 1909 г.). Още през 40-те години на XIX век той редовно чете публично Новия Завет. През 1852 година е даден на съд като „протестант“ и с такова обвинение вероятно даже е задържан за известно време. По-късно пътува като библейски книжар на Британското и чуждестранно библейско дружество и накрая става първият назначен български проповедник в Свищов през 1865 година. През 1850 година в Османската империя протестантите официално са признати като „протестантски миллет“.
Голям успех на протестантската дейност в този период е списанието „Зорница“. Създадено е през 1864 година от методисткия мисионер д-р Албърт Лонг и издавано под негова редакция в Цариград до 1872 година, то е първото българско духовно списание. От началото на 1876 година то започва да излиза всяка седмица като вестник и между 1885 и 1890 година е дори най-тиражният и най-широко разпространен български седмичник. В усилията си да просветят библейски българите и да ги просветят по отношение на учението на Реформацията мисионерите използват различни средства, сред които и създаването на мрежа от светски мъжки и девически училища.
През 20-те години е поставено началото на активното евангелизиране на циганите, като с участието на Съюза на евангелските баптистки църкви са създадени първите цигански църковни общини – в Голинци (днес част от Лом), Перник и на други места в Западна България.
При тоталитарния комунистически режим след 1944 година протестантството е подложено на систематични преследвания, дейността на църквите е забранявана и някои пастори са съдени или затваряни, като много протестантски общности функционират нелегално, а богослужения се провеждат и в домашни условия. След падането на режима протестантството претърпява бурно развитие с бързо нарастване на последователите, най-вече сред циганите, където част от протестантските църкви развиват активна мисионерска дейност.

## Деноминации
В протестантската литература съществуват съвсем ясни разграничителни белези за да се определи дали дадена група е протестантска. Също за хора с консервативни протестантски възгледи се използва алтернативен термин – евангелисти или евангелски вярващи, с което се подчертава стриктното придържане на такива групи към историко-граматическото тълкувание на Библията и богословието от времето на Реформацията. В България някои от така наречените „евангелистки“ или консервативни протестантски църкви са:
- Вероизповедание „Божия Църква – Агапе“
- Българска лутеранска църква;
- Българска свободна църква;
- Евангелска методистка епископална църква;
- Обединени Божии църкви;
- Свободни евангелски петдесятни църкви;
- Съюз на евангелските баптистки църкви;
- Съюз на евангелските петдесятни църкви[6];
- Съюз на евангелските съборни църкви;

Част от евангелистките деноминации са обединени в организацията Обединени евангелски църкви.
В рамките на българското протестантство всяка група църкви от горния вид предпочитат да наричат не с българския термин „изповедание“, а с чуждицата „деноминация“. Общите черти в богословието на тези църкви са много повече от техните различия, които се проявяват в тълкуванието на 4 основни доктрини: кръщението, Светия Дух, Господната вечеря и църковното ръководство. По отношение на всички останали учения църквите са в единство. Поради това в много отношения тези църкви работят съвместно по цял свят, както и в България, организират общи мероприятия, конференции и т.н.
Между евангелските протестантски вярващи думите „лутеранин“, „баптист“, „методист“, „петдесятник“, „конгрешанин“, „харизматик“ и „реформиран“ обозначават определени богословски възгледи и деноминационна принадлежност, но не и някаква различна религиозна принадлежност. Съществуват протестантски вярващи, които не изявяват някакви тясноденоминационни убеждения и се наричат „надденоминационни“ или „неденоминационни“. За голяма част от протестантските вярващи чисто деноминационните убеждения са изгубили реален смисъл. Тази тенденция се изявява и по отношение на протестантското богословие, което има тенденцията да излиза извън тясно църковни схващания и да дава алтернативни възгледи и мнения по много въпроси на вярата, като изхожда от всички съвременни научни достижения и от църковната история и писанията на отците на църквата.